# MBC 선택
《MBC 선택》(MBC Election)은 대한민국 문화방송의 선거 특집 프로그램이다.

MBC 선택 로고

## 변천사
- 제5대 대통령 선거 개표방송[1] (5대 대선)
- 제6대 국회의원 선거 개표방송 (6대 총선)
- 제6대 대통령 선거 개표방송 (6대 대선)
- 제7대 국회의원 선거 개표방송 (7대 총선)
- 제7대 대통령 선거 개표방송[2][3] (7대 대선)
- 제8대 국회의원 선거 개표방송[3] (8대 총선)
- 제8대 대통령 선거 개표방송[3] (8대 대선)
- 제9대 국회의원 선거 개표방송[3] (9대 총선)
- 제9대 대통령 선거 개표방송[3] (9대 대선)
- 제10대 대통령 선거 개표방송[3] (10대 대선)
- 제11대 대통령 선거 개표방송[3] (11대 대선)
- 제11대 국회의원 선거 개표방송[4] (11대 총선)
- 제12대 국회의원 선거 개표방송[4] (12대 총선)
- 제12대 대통령 선거 개표방송[4] (12대 대선)
- 제12대 국회의원 선거 개표방송[4] (12대 총선)
- 제13대 대통령 선거 개표방송[4] (13대 대선)
- 제13대 국회의원 선거 개표방송 (13대 총선)
- 기초자치의원선거 개표방송 (1991년 3월 기초의원 선거)
- 광역자치의원선거 개표방송 (1991년 6월 광역의원 선거)
- 제14대 국회의원 선거 개표방송 (14대 총선)
- 선택 '92[5] (14대 대선)
- 선택 '95 (1회 지선)
- 선택 '96 (15대 총선)
- 선택 '97 (15대 대선)
- 선택 '98 (2회 지선)
- 선택 2000 (16대 총선)
- 선택 2002 (3회 지선)
- 선택 2002 (16대 대선)
- 선택 2004 (17대 총선)
- 선택 2006 (4회 지선)
- 선택 2007 (17대 대선)
- 선택 2008 (18대 총선)
- 선택 2010 (5회 지선)
- 선택 2012 (19대 총선)
- 선택 2012 (18대 대선)
- 선택 2014 (6회 지선)
- 선택 2016 (20대 총선)
- 선택 2017 (19대 대선)
- 선택 2018 (7회 지선)
- 선택 2020 (21대 총선)
- 선택 2021 (2021 재보선)[6]
- 선택 2022 (20대 대선)
- 선택 2022 (8회 지선)
- 선택 2024 (22대 총선)
- 선택 2025 (21대 대선)
- 선택 2026 (9회 지선)

## 같이 보기
- 개표방송
- 투표